# Kaplica św. Ojca Pio w Narusie
Kaplica św. Ojca Pio w Narusie – kaplica rzymskokatolicka w Narusie, w województwie warmińsko-mazurskim, kaplica filialna parafii we Fromborku.
W 2004 roku z inicjatywy ks. Tadeusza Graniczki, proboszcza katedry we Fromborku, a także mieszkańców osady została utworzona w Narusie kaplica pod wezwaniem św. Ojca Pio. W lipcu tego samego roku kaplica została poświęcona. Arcybiskup warmiński Edmund Piszcz, po spełnieniu wszystkich wymogów prawa kanonicznego, wydał dekret zezwalający na przechowywanie w kaplicy Najświętszego Sakramentu. Od tamtej chwili w każdą niedzielę, święta i w pierwszy piątek miesiąca o godz. 16:00 odprawiana była w kaplicy msza św. przez księdza Graniczkę, opiekuna kaplicy, związanego z mieszkańcami osady.

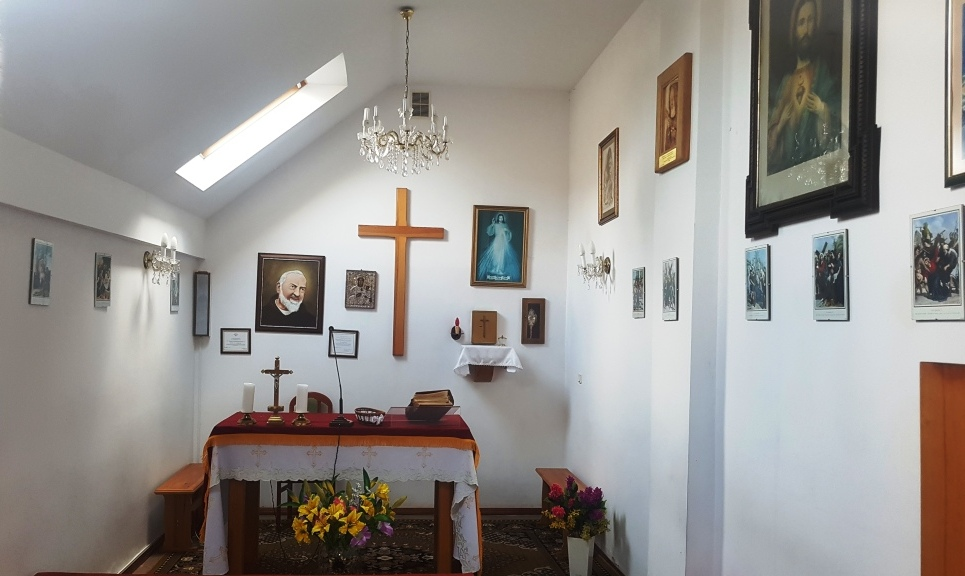
Wnętrze kaplicy w Narusie

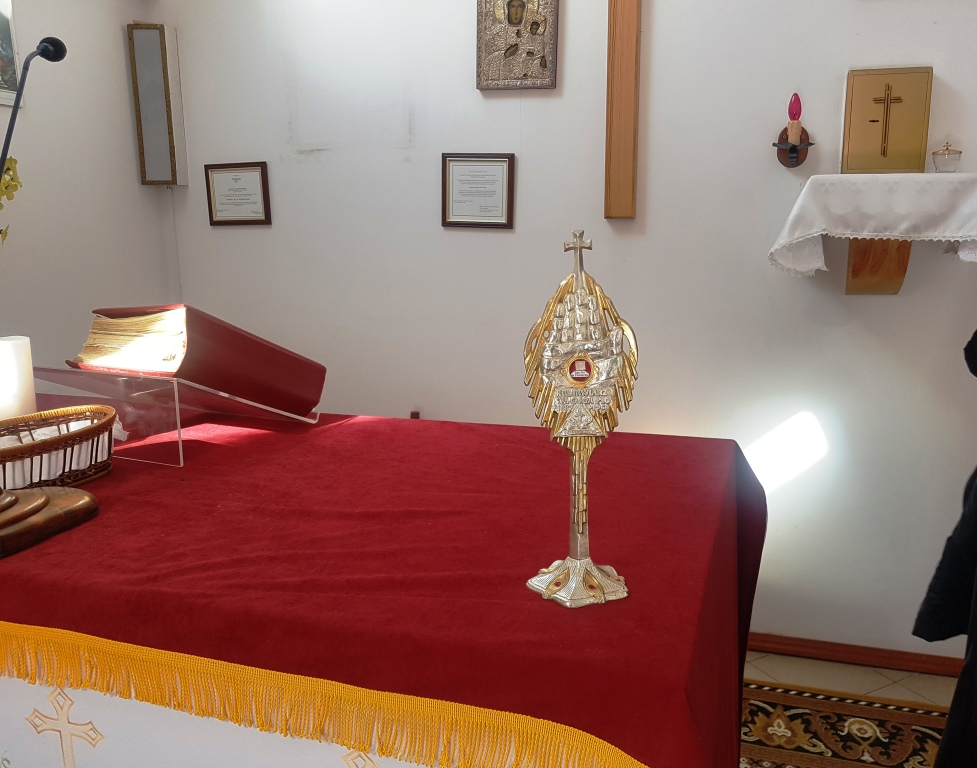
Relikwie św. Ojca Pio przechowywane w kaplicy, 2018

14 października 2007 roku kaplica w Narusie otrzymała, dzięki staraniom ks. Graniczki przy wsparciu mieszkańców Narusy, od ojców kapucynów z San Giovanni Rotondo relikwiarz z relikwiami św. Ojca Pio.
Po śmierci księdza Graniczki (2014) msze św. są sprawowane w kaplicy tylko w dniu wspomnienia liturgicznego patrona kaplicy, św. Ojca Pio, w dniu 23 września (lub w najbliższą niedzielę).